# Federació Catalana d'Automobilisme
La Federació Catalana d'Automobilisme és l'organisme rector l'activitat esportiva automobilística que promou, gestiona I coordina la pràctica de l'esport de l'automobilisme, en qualsevol de les seves disciplines, dins de l'àmbit de Catalunya. Forma part de la Unió de Federacions Esportives de Catalunya.

## Història
Fou creada oficialment l'any 1940 i tingué en la Delegació Esportiva del Reial Automòbil Club de Catalunya el seu antecedent més recent, i amb qui compartí presidents i local fins a l'any 1981. De fet, encara més enrere, la primera prova automobilística de l'estat, la Copa Catalunya, fou organitzada l'any 1908 per l'Automòbil Club de Barcelona, que dos anys més tard es convertí ja en RACC. A la Copa Catalunya s'hi van anar afegint d'altres competicions, com la Volta a Catalunya el 1916, el Gran Premi d'Espanya a l'Autòdrom Terramar el 1923 o els Campionats d'Espanya que es van disputar en un circuit proper a Vilafranca del Penedès al principi dels anys vint i després van tenir continuïtat en un traçat urbà a Montjuïc durant els anys trenta. L'any 1940 va néixer la Federació d'Automobilisme de Catalunya i Balears (FACB) i amb els anys la passió per l'automobilisme esportiu va anar creixent a partir de 1946, quan la Penya Rhin va recuperar el Gran Premi d'Espanya al circuit urbà de Pedralbes, les curses de velocitat van portar a Barcelona els millors pilots del món, el 1950 es va crear el Campionat del Món de Fórmula, i el 1974 es va inaugurar el Circuit de Calafat. Actualment la federació acull les disciplines de Velocitat, Ral·lis en asfalt i terra, Resistència, Off Road amb les modalitats d'autocròs, eslàlom, trial 4X4, Kàrting, Turismes, Vehicles històrics i Eslàlom. També col·labora en l'organització d'esdeveniments internacionals com el Gran Premi de Fórmula 1, el World Series by Renault, o l'European F3. La inauguració, el 19 d'agost de 2010, del Parc Motor de Castellolí, ha representat obrir un nou espai de competició en un circuit en el qual participen conjuntament les federacions catalanes d'automobilisme i de motociclisme.

## Presidents

### Francisco Quintana Ylzarbe(1940-1957)
Destacat pilot de motos i cotxes durant els anys vint i trenta, va ser, el primer president de la federació, càrrec que entre 1940 i 1957 va tenir associat al de president del Reial Automòbil Club de Catalunya. Nascut a Barcelona el 13 d'agost de 1894, Francisco Quintana va ser designat pel Consejo Nacional de Deportes com a delegat encarregat de reorganitzar l'automobilisme català. I ho va fer fent-se càrrec al principi de 1940 de la presidència del RACC i, per imperatiu legal, de la nova Federación Regional de Automovilismo de Cataluña, Baleares y Levante. Durant la seva presidència, que es va allargar fins que va morir el 3 de maig de 1957, el RACC es va convertir en una entitat esportiva més de la federació i va centrar la seva activitat en l'àmbit competitiu, en què destaca la seva participació en la recuperació i l'organització de proves automobilístiques com la Volta a Catalunya. Aquesta, a partir de 1957, es va convertir en el Ral·li de Catalunya compartint protagonisme amb la Penya Rhin, que el 1946 va recuperar el Gran Premi d'Espanya al circuit urbà de Pedralbes.

### Salvador Fàbregas Bas(1957-1977)
Va ser també al mateix temps president del RACC i de la federació, encara que posteriorment va seguir al front del Reial Automòbil Club de Catalunya fins al 1985. Durant la seva etapa s va produir la primera gran expansió del club automobilístic i Catalunya es va llaurar un gran prestigi en l'organització de proves internacionals, entre les quals destaquen els Grans Premis de Fórmula 1 que a partir de 1969 es van celebrar al circuit urbà de Montjuïc. La seva experiència en l'organització de proves automobilístiques el va portar a ser membre de la Comissió Esportiva de la Federació Internacional d'Automobilisme i de l'Associació d'Organitzadors de Grans Premis.

### Antoni Grifoll Clariana (1977-1981)
Vicepresident de la junta directiva de la federació en la darrera etapa de Salvador Fàbregas, va ser el primer president que no ho va ser al mateix temps del RACC. Expilot de ral·lis que en la seva època competia amb el pseudònim de Clery, i director de la Pujada al Montseny, que a partir de 1967 va ser puntuable per a l'Europeu de Muntanya, També va ser vicepresident de la Federació Espanyola d'Automobilisme i membre de la Comissió Esportiva de la Federació Internacional entre 1977 i 1981. La seva presidència es va caracteritzar per les discrepàncies que va tenir amb el president de la Federació Espanyola, Fernando de Baviera, un enfrontament que va acabar en la seva dimissió com a vicepresident de la Federació Espanyola.

### Jordi Viñas Penedès (1981-1984)
Expilot i copilot de ral·lis i curses de muntanya amb el pseudònim de Jorge Chi, president de la Penya Motorista 10 per Hora entre els anys seixanta i setanta i organitzador de nombroses competicions del món del motor. També va ser president del Comitè de Muntanya de la Federació Espanyola d'Automobilisme, membre de la Federació Internacional. Durant el seu mandant es va abandonar els locals del RACC i es va inaugurar una nova seu i va incorporar els pilots, els clubs i les competicions d'Andorra a la FACB.

### Ernest Font Pou (1984-1988)
Vicepresident de la junta directiva encapçalada per Jordi Viñas, va ser el president de la Federació Catalana d'Automobilisme, ja amb aquest nom oficial i amb entitat jurídica pròpia, entre 1984 i 1988. Expilot, fundador i ànima de l'escuderia ValI de Ges de Torelló, i secretari del Col·legi d'Oficials d'Automobilisme (COA). Durant la seva presidència, entre altres fets destacats, es va instituir el primer Campionat de Catalunya de Ral·lis de Terra.

### Francesc Orús Segura (1988-1990)
També expilot de muntanya, va ser posseïdor d'una de les col·leccions privades de cotxes més importants del món. Va treballar per l'automobilisme català, però va topar amb la Federació Espanyola, que va fer cas omís a la seva petició que les proves puntuables per al Campionat de Catalunya no ho fossin també per al d'Espanya per evitar que els pilots catalans que només competien en el campionat autonòmic haguessin de pagar dues llicències. L'estira-i-arronsa amb Madrid, després d'un intent de desvincular la Federació Catalana de l'Espanyola, va acabar provocant la seva dimissió.

### Joan Jiménez Mas (1990-1991)
Forjat com a dirigent i organitzador a l'Escuderia Anoia i al Motor Club Martorell, va ser un dels pilars del Ral·li Anoia, organitzat per aquesta darrera entitat a partir de 1970 i que va arribar a ser puntuable per al Campionat d'Espanya. Va ser tresorer de la federació en la junta directiva de Francesc Orús, i poc després vicepresident, va accedir al càrrec de president després de la dimissió d'aquest, i es va mantenir interinament en el càrrec fins a finals de gener de 1991, quan va entrar-hi Francesc Balagué després d'un procés electoral.

### Francesc Balagué Gómez(1991-2004)
Sorgit del món del kàrting, en el qual va competir entre 1970 i 1977 i va arribar a ser campió de Catalunya, Francesc Balagué va ser president de la Federació Catalana d'Automobilisme durant tretze anys, entre 1991 i 2004, sense tenir mai cap rival a les urnes. Va entrar a la federació el 1972 com a secretari, posteriorment va ser vicepresident de la Comissió de Kàrting i més tard, vocal del Col·legi d'Oficials, abans d'arribar a la presidència. Des de 1979 fins a 1991 també va ser president de la Comissió Espanyola de Kàrting, de la qual es va convertir en el president d'honor en deixar el càrrec, durant els mateixos anys en què va formar part de la Federació Internacional d'aquest esport, i fins al 2008 va seguir formant part de la junta directiva de la Federació Espanyola d'Automobilisme. Durant la seva presidència la Federació Catalana va restablir les deteriorades relacions amb la Federació Espanyola, va sanejar la seva economia aconseguint generar recursos propis, va augmentar espectacularment el nombre de llicències i proves i l'any 2000 va inaugurar una nova seu al carrer Consell de Cent. En la mateixa etapa en què el RACC va entrar com a membre de ple dret a la Federació Internacional d'Automobilisme, el Ral·li Catalunya - Costa Brava va ser per primera vegada puntuable per al Campionat del Món, el 10 de setembre de 1991 es va inaugurar el Circuit de Catalunya a Montmeló, que el 29 del mateix mes va acollir el seu primer Gran Premi de Fórmula 1, i es van iniciar les World Series by Nissan, viver de pilots de Fórmula 1, que a partir de 2005 es van disputar amb cotxes de Fórmula Renault.

### Josep Maria Carrió Fornells (2004-2008)
Després de dos anys com a membre de la seva junta directiva i com a president del seu Col·legi d'Oficials (COA), va ocupar la presidència a partir del 2004. Apassionat del motor des que tenia quinze anys, es va iniciar en el Biela Club de Manresa, entitat de la seva ciutat natal, i va ser oficial de moltes curses automobilístiques i motociclistes com a comissari, comissari tècnic i director. Durant la seva trajectòria va col·laborar, entre d'altres, amb les escuderies Gironella i Costa Daurada i va estar vinculat com a oficial en el Circuit de Catalunya des de la seva inauguració i en nombroses proves dels campionats del món, estatal i autonòmic de ral·lis. Tot i que també era oficial de motociclisme i va ser membre de la comissió esportiva del Reial Moto Club de Catalunya, la seva gran afició per l'automobilisme el va portar a participar en el Ral·li Montecarlo de cotxes històrics i a fer dues etapes del Ral·li Dakar l'any 2000. Aquesta faceta aventurera el va acostar també al món de les expedicions tot terreny en 4 x 4 per Àfrica i Sud-amèrica.

### Joan Ollé Bartolomé (2008-2023)
Experimentat pilot en les disciplines de circuits, muntanya i especialment de ral·lis. Entre altres actuacions, en el seu mandat destaca el programa per potenciar totes les modalitats de l'automobilisme i modernitzar les estructures de la federació amb el projecte FCA 2.0. Entre les novetats aportades, destaca l'obertura de tots els campionats a les quatre províncies catalanes, com el de ral·lis mixt de nova creació, la recuperació de mítiques proves de muntanya com la Trona o la Gironella-Casserres, la posada en marxa de l'Equip FCA Competició, i la nova etapa del kàrting amb la implantació d'una nova reglamentació per igualar mecànicament els participants de la base de l'automobilisme com és el kàrting. L'estira-i-arronsa amb Madrid, després d'un intent de desvincular la Federació Catalana de l'Espanyola fruit de la nova llei de l'esport d'àmbit Estatal, i tots els problemes econòmics derivats, va acabar provocant la seva dimissió.

### Pere Serrat Puig (2023-)
Després de dos anys com a vicepresident de la junta directiva del Joan Ollé, va accedir al càrrec de president després de la dimissió d'aquest, el 13 de novembre de 2023.